# أرشيبالد باكستر
أرشيبالد باكستر (بالإنجليزية: Archibald Baxter)‏ هو ناشط سلام نيوزيلندي، ولد في 13 ديسمبر 1881 في أوتاغو في نيوزيلندا، وتوفي في 10 أغسطس 1970.

## وصلات خارجية
- أرشيبالد باكستر على موقع ميوزك برينز (الإنجليزية)